# 白賴仁·麥達莫
白賴仁·占士·麥達莫（英語：Brian James McDermott，1961年4月8日—）生於英格蘭東南部伯克郡的單一管理區、自治市鎮斯劳，是一名前足球運動員，司職中場，退役後擔任領隊，曾帶領雷丁由英冠升班英超，其後轉投列斯聯，2015年未重投雷丁任教。

## 生平

### 球員
他於1977年以學徒球員身份加盟阿仙奴，於1978/79年球季成為預備隊聯賽神射手後晉身一隊，但一直未能鞏固正選席次，期間曾被短暫外借到富咸及諾高平（IFK Norrköping），於1984年除夕離隊轉投牛津聯，並後分別效力哈德斯菲爾德、卡迪夫城、艾斯特城及伊奧維，於1992年遠赴香港為南華踢了一季，其球員生涯橫跨1980年代及1990年代，長達14年，最終在家鄉球隊斯勞鎮（Slough Town）收山並轉任領隊，其後任教沃金（Woking）。

### 教練及領隊
麥達莫於2000年加盟雷丁，初時擔任首席球探，同時亦執教球會的U17、U19及預備隊，於2006/07年球季帶領預備隊贏得英格蘭足球預備組超級聯賽南部及總冠軍錦標。2009年12月接替布伦达·罗杰斯擔任看守領隊，翌年1月獲委正式出任領隊。領軍首季即協助球隊83年來首次晉級英格蘭足總盃半準決賽，晉級過程於第三圈重賽作客晏菲路球場淘汰利物浦。而在翌年再一次晉級半準決賽，這次在第五圈淘汰利物浦的同市死敵愛華頓。
2015年12月17日，麥達莫回巢雷丁任教，簽約兩年半。

## 外部連結
- 足球資料庫：白賴仁·麥達莫的領隊統計數據
- 雷丁官網簡歷
- 阿仙奴官網簡歷（页面存档备份，存于）
- Brian McDermott: Reading manager and his season in Sweden （页面存档备份，存于）